# Coscinia pallidia
Coscinia pallidia är en fjärilsart som beskrevs av Fourcr. 1785. Coscinia pallidia ingår i släktet Coscinia och familjen björnspinnare. Inga underarter finns listade i Catalogue of Life.